# Trolleybus de Perpignan
Le trolleybus de Perpignan était un réseau de transports en commun de la ville de Perpignan. Le trolleybus fonctionne entre 1952 et 1968.

## Histoire
Le réseau de trolleybus de Perpignan est constitué d'une seule ligne, Place Arago-Le Vernet, ouverte le 21 septembre 1952 par conversion d'une des lignes de l'ancien tramway. La ligne est prolongée en 1954, à la gare de Perpignan puis à Saint-Assiscle et Garrigole à l'ouest, et à l'est jusqu'à l'hôpital.
Le trolleybus est, comme l'ancien tramway, victime du développement du trafic automobile : la ville doit modifier le plan de circulation à un carrefour mais ne souhaite pas financer la modification des lignes aériennes de contact — bien que cela ne concerne que quelques dizaines de mètres de linéaire —, provoquant le remplacement des trolleybus par des autobus le 1er juin 1968,.

## Matériel roulant
Le parc compta jusqu'à 16 véhicules :
- 10 Vétra VBRh (cinq de 1952, un de 1954 et quatre sont achetés d'occasion en 1963-64) ;
- 2 Vétra VBR (cédés par le réseau de Strasbourg en 1963-1964) ;
- 4 Vétra VA3 (cédés par le réseau de Marseille en 1963-1964).

## Annexe